# Mycobacterium abscessus

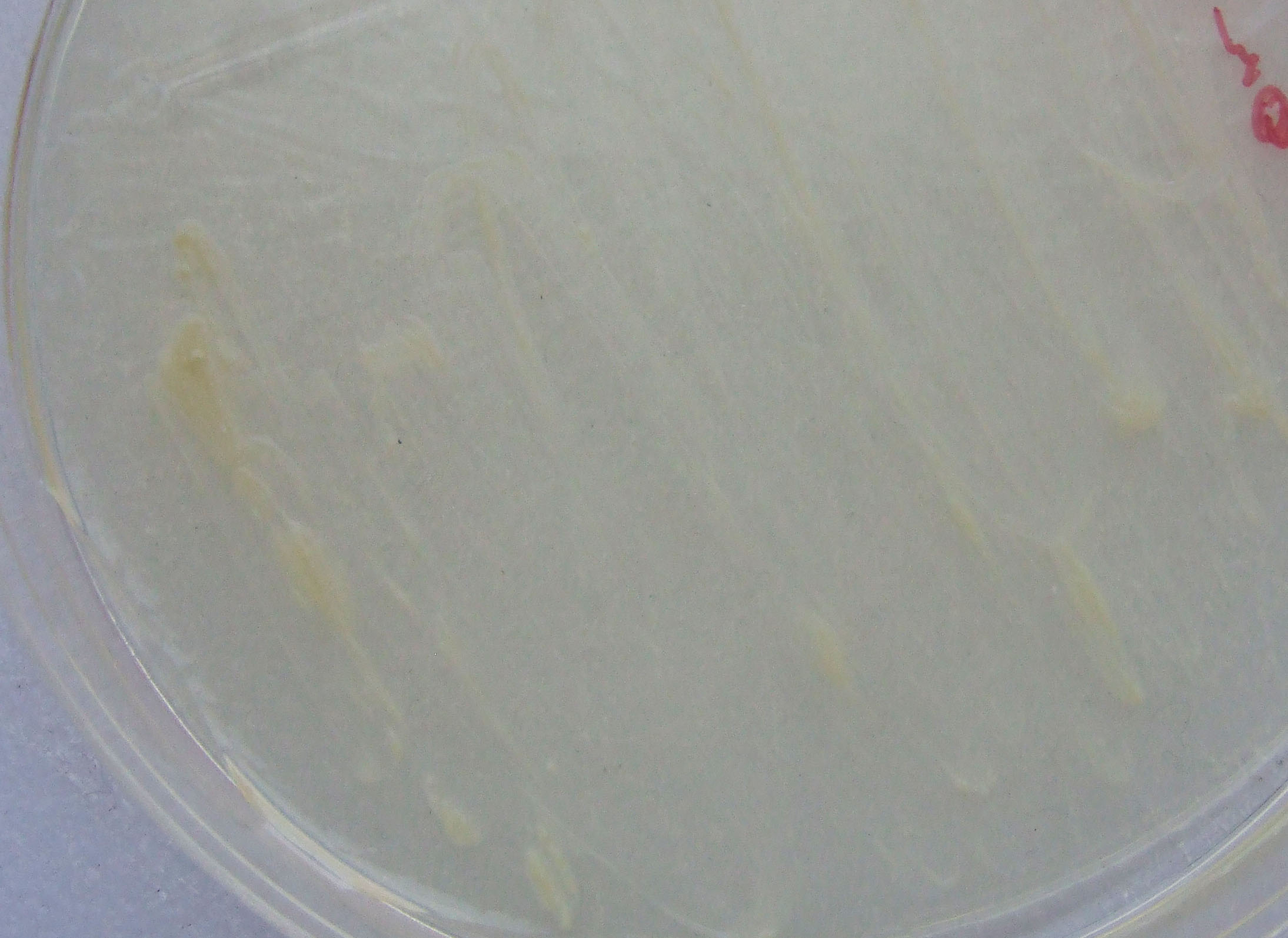
M. abscessus cultivado en medio de almidón en una placa de Petri. Las colonias aparecen como rayas amarillas claras.

Mycobacterium abscessus es una micobacteria de crecimiento rápido contaminante común del agua. Se le cataloga como una subespecie de Mycobacterium chelonae hasta 1992 .M. abcessus puede causar enfermedad crónica pulmonar, infección de heridas postraumáticas, enfermedad cutánea diseminada principalmente en pacientes inmunodeprimidos. Es un grupo de micobacterias no tuberculosas (MNT) resistentes a múltiples fármacos y de rápido crecimiento que son contaminantes comunes del suelo y el agua. Aunque el complejo de M. abscessus con mayor frecuencia causa infección crónica de los pulmones e infección de la piel y tejidos blandos (SSTI, por sus siglas en inglés), el complejo también puede causar infección en casi todos los órganos humanos, principalmente en pacientes con sistemas inmunitarios suprimidos. Entre las especies NTM responsables de la enfermedad, las infecciones causadas por el complejo M. abscessus son más difíciles de tratar debido a la resistencia a los medicamentos antimicrobianos.

## Descripción
Las células de M. abscessus son grampositivas, no móviles, con barras de ácido rápido de aproximadamente 1,0–2,5 µm de largo por 0,5 µm de ancho. Pueden formar colonias en los medios de Löwenstein-Jensen que aparecen lisos o ásperos, blancos o grisáceos y no fotocromogénicos.

## Fisiología
M. abscessus muestra crecimiento a 28 °C y 37 °C después de 7 días, pero no a 43 °C. Puede crecer en agar MacConkey a 28 °C e incluso a 37 °C. Muestra tolerancia a los medios salinos (NaCl al 5%), así como a 500 mg/l de hidroxilamina (medio de huevo Ogawa) y picrato al 0,2% (medio de agar Sauton). Se ha demostrado que las cepas de la especie degradan el antibiótico p-aminosalicilato. También se ha demostrado que M. abscessus produce arilsulfatasa, pero no de nitrato reductasa y hidrolasa de polisorbato 80. Muestra un resultado negativo para la prueba de absorción de hierro y no utiliza fructosa, glucosa, oxalato o citrato como única fuente de carbono.

## Características diferenciales
M. abscessus y M. chelonae se pueden distinguir de M. fortuitum o M. peregrinum por su incapacidad de reducir el nitrato y de absorber el hierro. La tolerancia al 5% de NaCl en medio de Löwenstein-Jensen, la tolerancia al 0,2% de picrato en agar Sauton y la no utilización de citrato como única fuente de carbono son características que distinguen a M. abscessus de M. chelonae. M. abscessus y M. chelonae sequevar I comparten una secuencia idéntica en la región 54-510 del ARN ribosomal 16S, aunque ambas especies pueden diferenciarse por sus secuencias de genes hsp65, ITS o rpoB.

## Genética
Un proyecto de secuencia del genoma de M. abscessus subsp. bolletii BDT se completó en 2012. Desde entonces, una gran cantidad de cepas de esta subespecie han tenido sus genomas secuenciados, lo que lleva a una aclaración de los límites de las subespecies. En 1992, M. abscessus fue reconocida por primera vez como una especie distinta. En 2006, este grupo se dividió en tres subespecies: abscesus, bolletii y massiliense. En 2011, massiliense y bolletii se fusionaron brevemente en una única subespecie, pero posteriormente se separaron nuevamente debido a una mayor disponibilidad de datos de la secuencia del genoma, que mostró que las tres subespecies formaban grupos genéticamente distintos. 
Estos grupos distintos también corresponden a importantes diferencias biológicas. Las diferencias clínicamente importantes incluyen diferentes susceptibilidades a los antibióticos. M. abscessus subsp. abscesus y M. abscessus subsp. bolletii tienen un gen común de resistencia a los antibióticos que confiere resistencia a los antibióticos macrólidos, mientras que el massiliense se cree que tiene una copia no funcional y, por lo tanto, es más susceptible a los antibióticos y es más fácil de tratar.

## Patogénesis
El M. abscessus puede causar enfermedad pulmonar, infecciones de la piel, infecciones del sistema nervioso central, bacteriemia, infecciones oculares y otras enfermedades menos comunes.
La enfermedad pulmonar crónica se presenta con mayor frecuencia en huéspedes vulnerables con enfermedad pulmonar subyacente, como fibrosis quística, bronquiectasia y tuberculosis previa. Los síntomas clínicos de infección pulmonar varían en alcance e intensidad, pero comúnmente incluyen tos crónica, a menudo con esputo purulento. También puede haber hemoptisis. Los síntomas sistémicos incluyen malestar general, fatiga y pérdida de peso antes de la enfermedad. El diagnóstico de infección pulmonar por M. abscessus requiere la presencia de síntomas, anomalías radiológicas y cultivos microbiológicos.
El M. abscessus puede causar infecciones de la piel en pacientes inmunodeficientes, pacientes que se han sometido recientemente a una cirugía, tatuajes o acupuntura, o después de la exposición a aguas termales o balnearios. Puede estar asociado con infecciones del oído medio (otitis media).
La incidencia de infecciones por M. abscessus parece aumentar con el tiempo. Se han informado brotes de M. abscessus en hospitales y entornos clínicos en todo el mundo. Si bien los brotes de mayor preocupación clínica implican la transmisión (probablemente la transmisión indirecta) entre pacientes vulnerables, como aquellos que reciben trasplantes de pulmón o que están siendo tratados por fibrosis quística, también se han reportado brotes en clínicas que brindan cirugía estética, liposucción, mesoterapia e infusión intravenosa de terapia celular. Si bien estos son más atribuibles a los desinfectantes, la solución salina y los instrumentos contaminados que el contacto entre los pacientes. 

## Tipo de cepa
La cepa tipo de M. abscessus, más comúnmente conocida como ATCC19977, se aisló en 1953 de una infección en la rodilla humana que presentaba lesiones similares al absceso, lo que llevó a que la cepa se denominara "absceso". La cepa no fue reconocida como una especie distinta hasta 1992, sin embargo, cuando el trabajo de hibridación del ADN la identificó como genéticamente distinta de su pariente, M. chelonae. El genoma del tipo tren se publicó en 2009.
ATCC 19977 = CCUG 20993 = CIP 104536 = DSM 44196 = JCM 13569 = NCTC 13031

## Etimología
Del latín ab- ("lejos") + cedere ("ir"), un absceso se llama así por la noción de que los humores abandonan el cuerpo a través de la pus. Mycobacterium abscessus se aisló por primera vez de los abscesos glúteos en un paciente de 62 años que se lesionó la rodilla cuando era niño y tuvo una infección diseminada 48 años después. La especie M. bolletii, llamada así por el difunto microbiólogo.

## Tratamiento con bacteriófago
Se ha trato con éxito en una paciente inmunocomprometida utilizando tratamiento con fagos que fueron modificados a través de ingeniería genética. Representa una opción en casos de resistencia a los antibióticos.